# Prémont
Prémont est une commune française située dans le département de l'Aisne, en région Hauts-de-France.

## Géographie

### Communes limitrophes

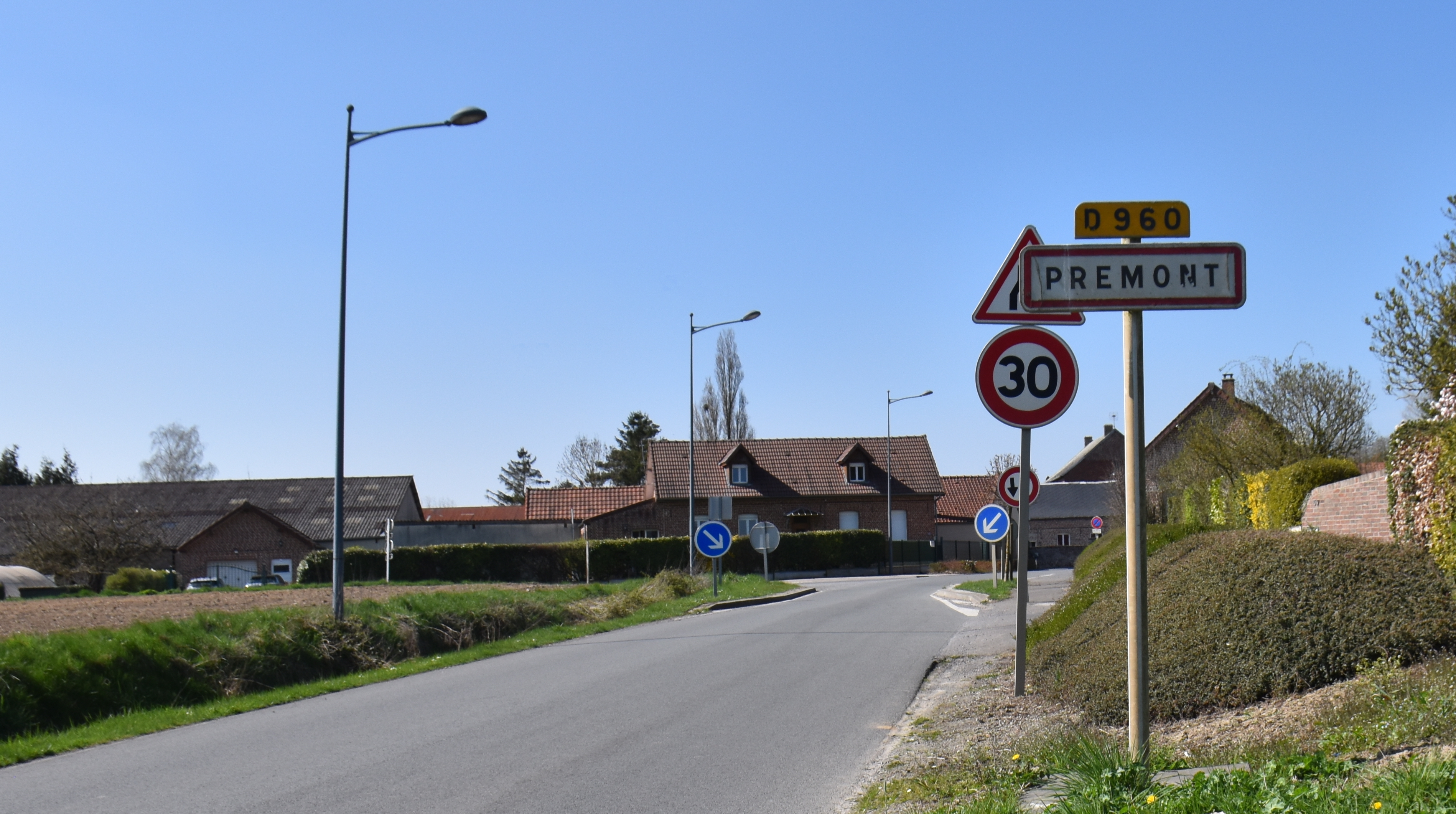
Une entrée du village.

| Beaurevoir | Serain             | Maretz               |
| Beaurevoir | Prémont            | Becquigny            |
|            | Brancourt-le-Grand | Bohain-en-Vermandois |

### Hydrographie

#### Réseau hydrographique
La commune est située dans le bassin Artois-Picardie. Elle est drainée par le canal des Torrents et Riot de la Ville.
Le canal des Torrents, d'une longueur de 30 km, prend sa source dans la commune de L'Abergement-Clémenciat et se jette  dans l'Escaut à L'Abergement-Clémenciat, après avoir traversé neuf communes.

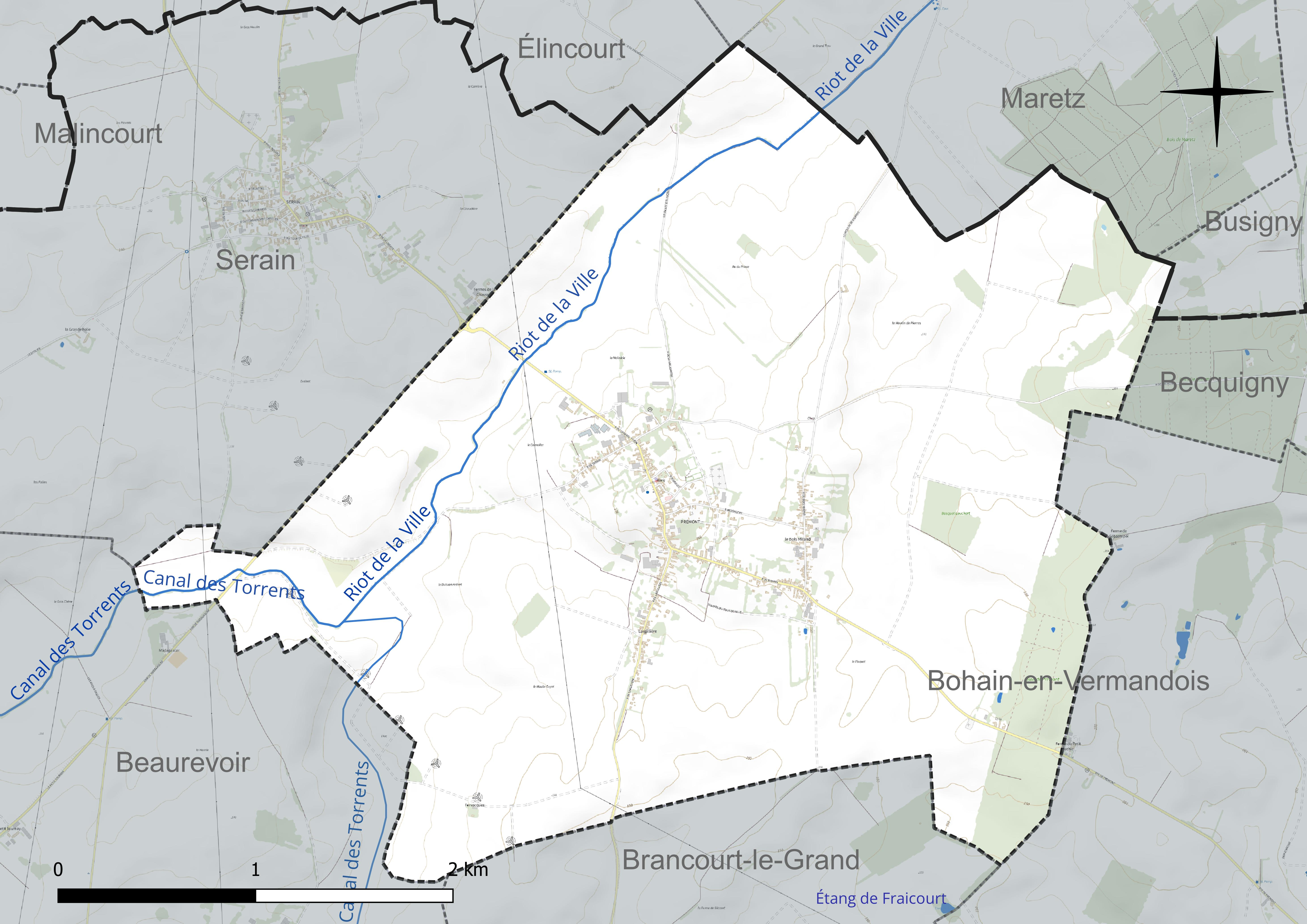
Réseau hydrographique de Prémont.

Le Riot de la Ville, d'une longueur de 12 km, prend sa source dans la commune de Busigny et se jette  dans le canal des Torrents sur la commune, après avoir traversé trois communes.

#### Gestion et qualité des eaux
Le territoire communal est couvert par le schéma d'aménagement et de gestion des eaux (SAGE) « Escaut ». Ce document de planification concerne un territoire de 2 005 km2 de superficie, délimité par le bassin versant de l'Escaut. Le périmètre a été arrêté le 9 juin 2006 et le SAGE proprement dit a été approuvé le 13 juillet 2021. La structure porteuse de l'élaboration et de la mise en œuvre est le syndicat mixte Escaut et Affluents (SyMEA).
La qualité des cours d'eau peut être consultée sur un site dédié géré par les agences de l'eau et l'Agence française pour la biodiversité.

### Climat
Pour des articles plus généraux, voir Climat des Hauts-de-France et Climat de l'Aisne.
En 2010, le climat de la commune est de type climat océanique dégradé des plaines du Centre et du Nord, selon une étude du CNRS s'appuyant sur une série de données couvrant la période 1971-2000. En 2020, Météo-France publie une typologie des climats de la France métropolitaine dans laquelle la commune est dans une zone de transition entre le climat océanique et le climat océanique altéré et est dans la région climatique Nord-est du bassin Parisien, caractérisée par un ensoleillement médiocre, une pluviométrie moyenne régulièrement répartie au cours de l'année et un hiver froid (3 °C).
Pour la période 1971-2000, la température annuelle moyenne est de 9,7 °C, avec une amplitude thermique annuelle de 14,9 °C. Le cumul annuel moyen de précipitations est de 774 mm, avec 12,5 jours de précipitations en janvier et 9,3 jours en juillet. Pour la période 1991-2020, la température moyenne annuelle observée sur la station météorologique la plus proche, située sur la commune d'Épehy à 19 km à vol d'oiseau, est de 10,6 °C et le cumul annuel moyen de précipitations est de 752,8 mm,. Pour l'avenir, les paramètres climatiques de la commune estimés pour 2050 selon différents scénarios d'émission de gaz à effet de serre sont consultables sur un site dédié publié par Météo-France en novembre 2022.

## Urbanisme

### Typologie
Au 1er janvier 2024, Prémont est catégorisée commune rurale à habitat dispersé, selon la nouvelle grille communale de densité à 7 niveaux définie par l'Insee en 2022.
Elle est située hors unité urbaine. Par ailleurs la commune fait partie de l'aire d'attraction de Bohain-en-Vermandois, dont elle est une commune de la couronne,. Cette aire, qui regroupe 3 communes, est catégorisée dans les aires de moins de 50 000 habitants,.

### Occupation des sols
L'occupation des sols de la commune, telle qu'elle ressort de la base de données européenne d'occupation biophysique des sols Corine Land Cover (CLC), est marquée par l'importance des territoires agricoles (88 % en 2018), une proportion sensiblement équivalente à celle de 1990 (88,7 %). La répartition détaillée en 2018 est la suivante : 
terres arables (87,9 %), forêts (6,4 %), zones urbanisées (5,6 %).
L'évolution de l'occupation des sols de la commune et de ses infrastructures peut être observée sur les différentes représentations cartographiques du territoire : la carte de Cassini (XVIIIe siècle), la carte d'état-major (1820-1866) et les cartes ou photos aériennes de l'IGN pour la période actuelle (1950 à aujourd'hui).

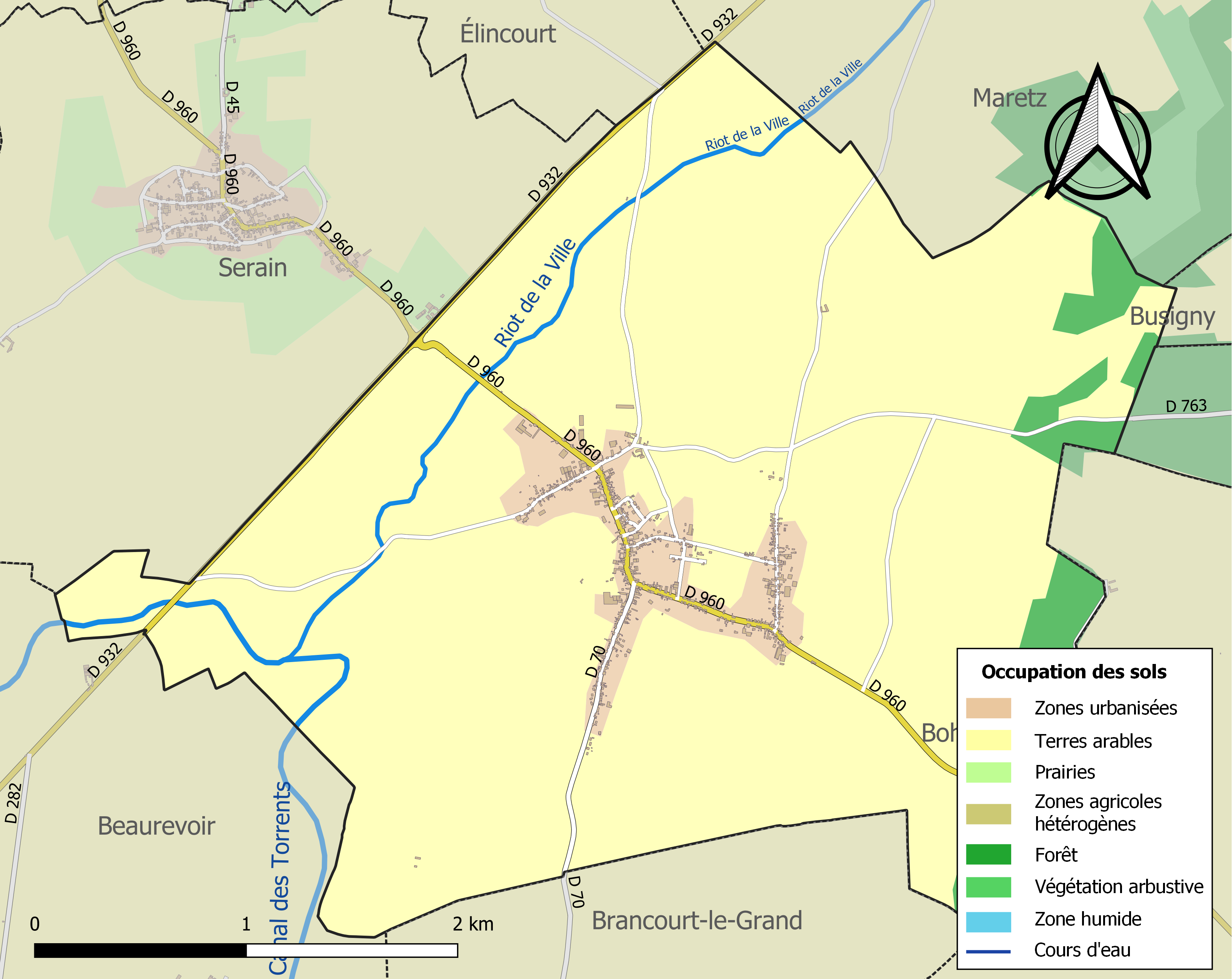
Carte de l'occupation des sols de la commune en 2018 (CLC).

## Toponymie
Le village apparaît pour la première fois au XIe siècle sous le nom de Petrosus-Mons dans un cartulaire de l'Abbaye d'Homblières. Son nom évoluera de nombreuses fois: Castrum Perreumont (cette appellation montre que le village devait posséder un château), In territorio de Peereumont, Pereumont en 1207 dans un cartulaire de l'Abbaye du Mont-Saint-Martin, Preumont,Prémont-en-Cambrésis, Presmont, Perreumont en Cambrésis, Premont (sans accent) sur la Carte de Cassini.
« Le mont pierreux ».

## Histoire
|  |

 Carte de Cassini 

Sur la Carte de Cassini ci-contre, datant du XVIIIe siècle, Prémont est une paroisse.

Deux chemins empierrés partent de Prémont: l'un vers Serain en direction de Cambrai; l'autre qui coupe la Chaussée Brunehaut vers Clary qui n'est plus aujourd'hui qu'un chemin agricole. Un autre chemin nommé Chemin de Saint-Quentin au Cateau passait à l'ouest du village près du hameau du Bois-Miraud. Autrefois isolé du village, Bois-Mirand comporte aujourd'hui de nombreuses habitations.

Des sarcophages datant de l'époque mérovingienne ont été découverts au nord de Prémont à proximité de Serain.

Il existe une charte datée de 1237 dans laquelle Baudoin III, seigneur de Walincourt et de Prémont, fixe le tarif de la justice qu'il accordait aux habitants.

Prémont était l'une des douze pairies du Cambrésis.

Première Guerre mondiale

Après la bataille des Frontières du 7 au 24 août 1914, devant les pertes subies, l'État-Major français décide de battre en retraite depuis la Belgique. Dès le 28 août, les Allemands s'emparent du village et poursuivent leur route vers l'ouest. Dès lors commença l'occupation allemande qui dura jusqu'en octobre 1918. Pendant toute cette période Prémont restera loin des combats, le front se situant à une quarantaine de kilomètres à l'ouest vers Péronne puis le long de la ligne Hindenburg à partir de mars 1917. Le village servira de base arrière pour l'armée allemande.

Des arrêtés de la kommandantur obligeaient, à date fixe, sous la responsabilité du maire et du conseil municipal, sous peine de sanctions, la population à fournir: blé, œufs, lait, viande, légumes, destinés à nourrir les soldats du front. Toutes les personnes valides devaient effectuer des travaux agricoles ou d'entretien.
 
En septembre 1918, l'offensive des Alliés sur la ligne Hindenburg porte ses fruits, les Allemands cèdent du terrain peu à peu. Après la sanglante bataille de Montbrehain remportée par l'armée australienne, ce sont les Britanniques et les Américains qui ont continué la lutte contre les Allemands. Prémont fut libérée le 8 octobre 1918 après de durs combats par la 30e division américaine. Les plus de 500 soldats alliés et allemands tombés lors de ces affrontements reposent au cimetière militaire situé route de Bohain. Le village subira quelques dégâts, mais beaucoup moins que les villages voisins Brancourt-le-Grand et Montbrehain.

Peu à peu, les habitants évacués sont revenus, mais la population de 1312 en 1911 n'était plus que de 950 en 1921.

Vu les souffrances endurées par la population pendant les quatre années d'occupation et les dégâts aux constructions, la commune s'est vu décerner la Croix de guerre 1914-1918 (France) le 17 octobre 1920.
Sur le monument aux morts sont inscrits les noms des 41 soldats prémontois morts pour la France au cours de cette guerre ainsi que
ceux de neuf civils.

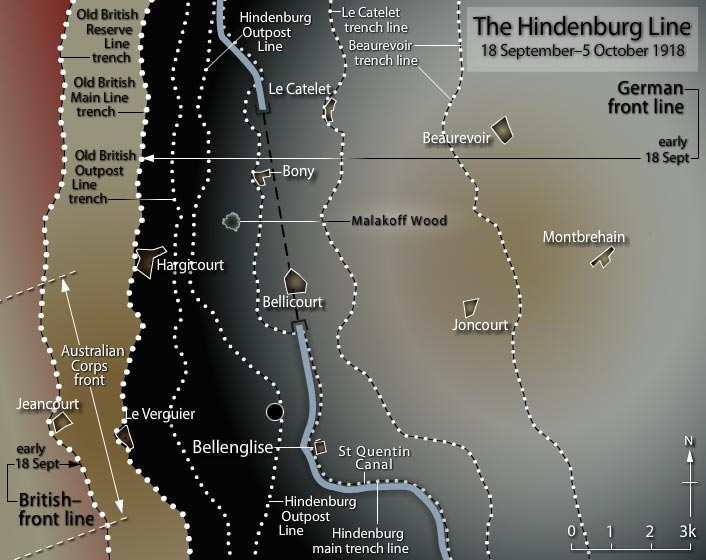
Carte de la bataille de la ligne Hindenburg en septembre-octobre 1918.
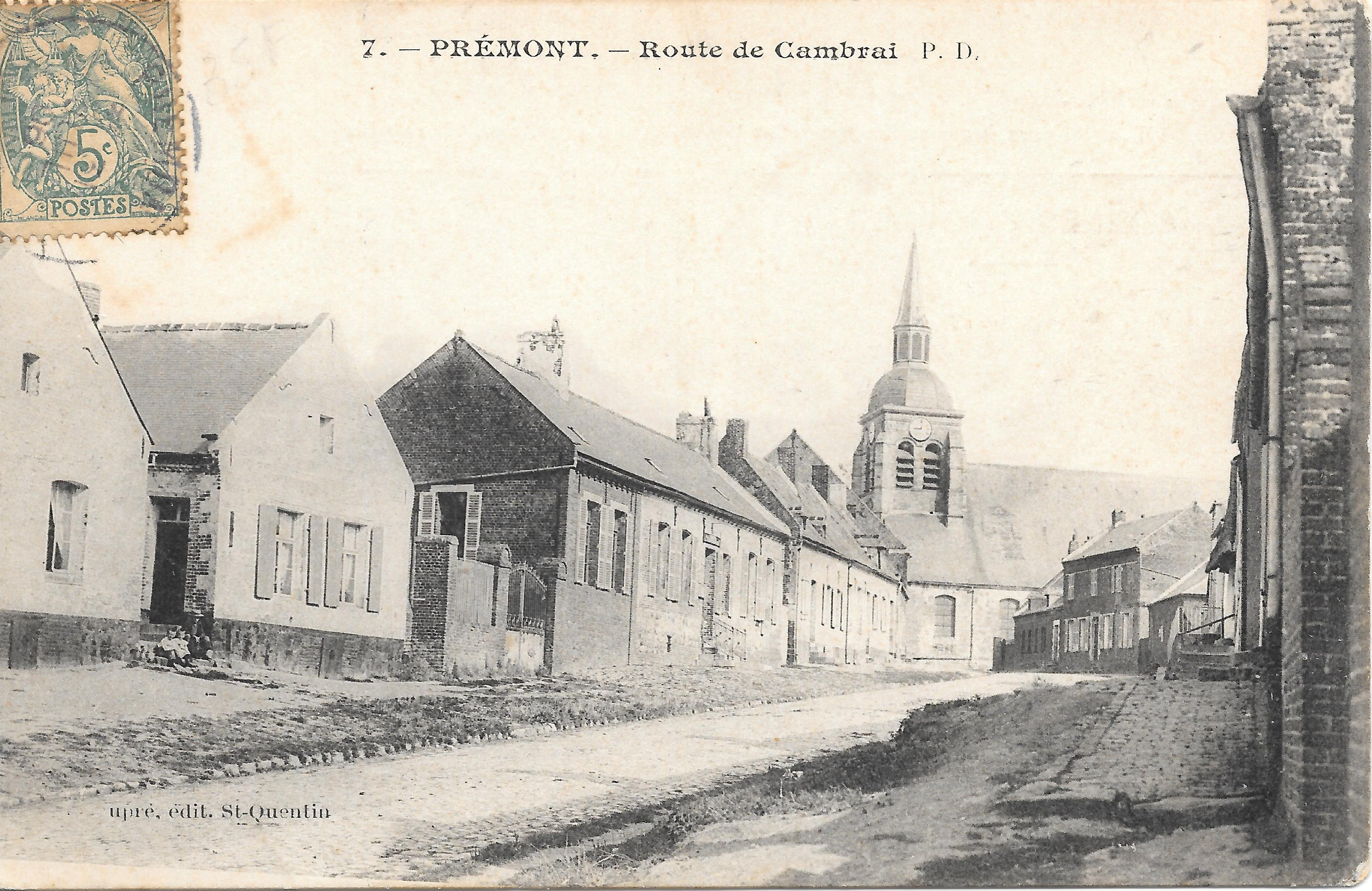
La rue principale et  l'ancienne église vers 1905.
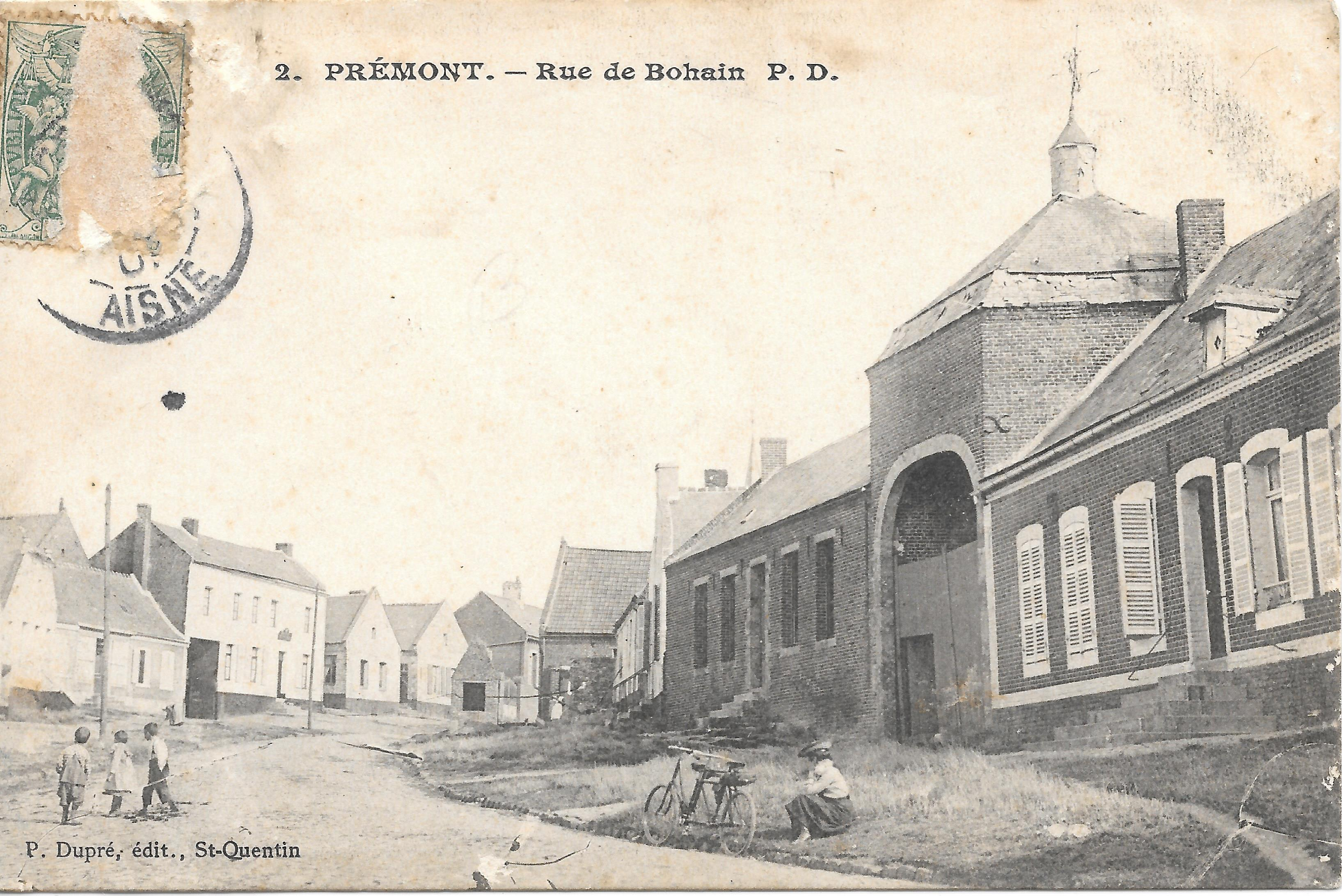
Vue du village vers 1905.
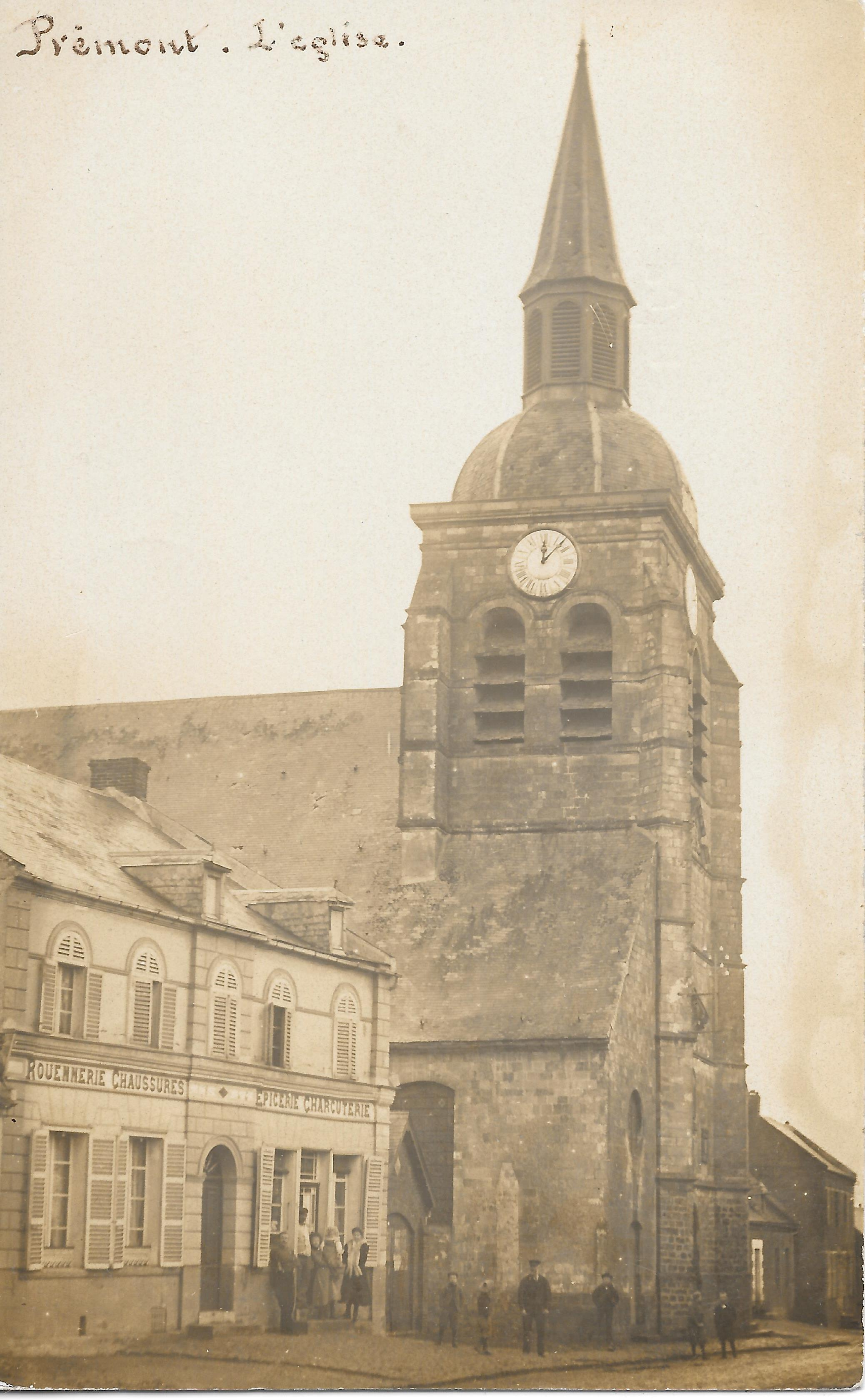
L'ancienne église détruite dans les combats d'octobre 1918.
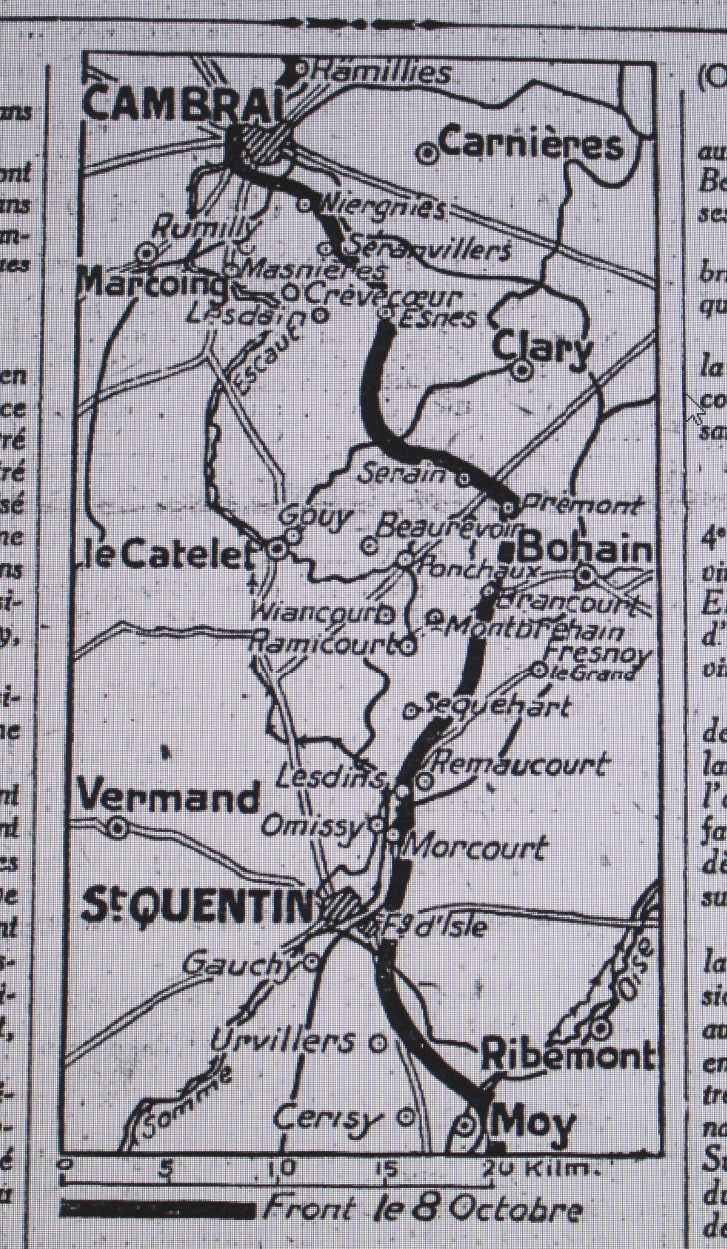
Carte montrant la prise définitive de Prémont par l'armée anglaise le 8 octobre 1918.
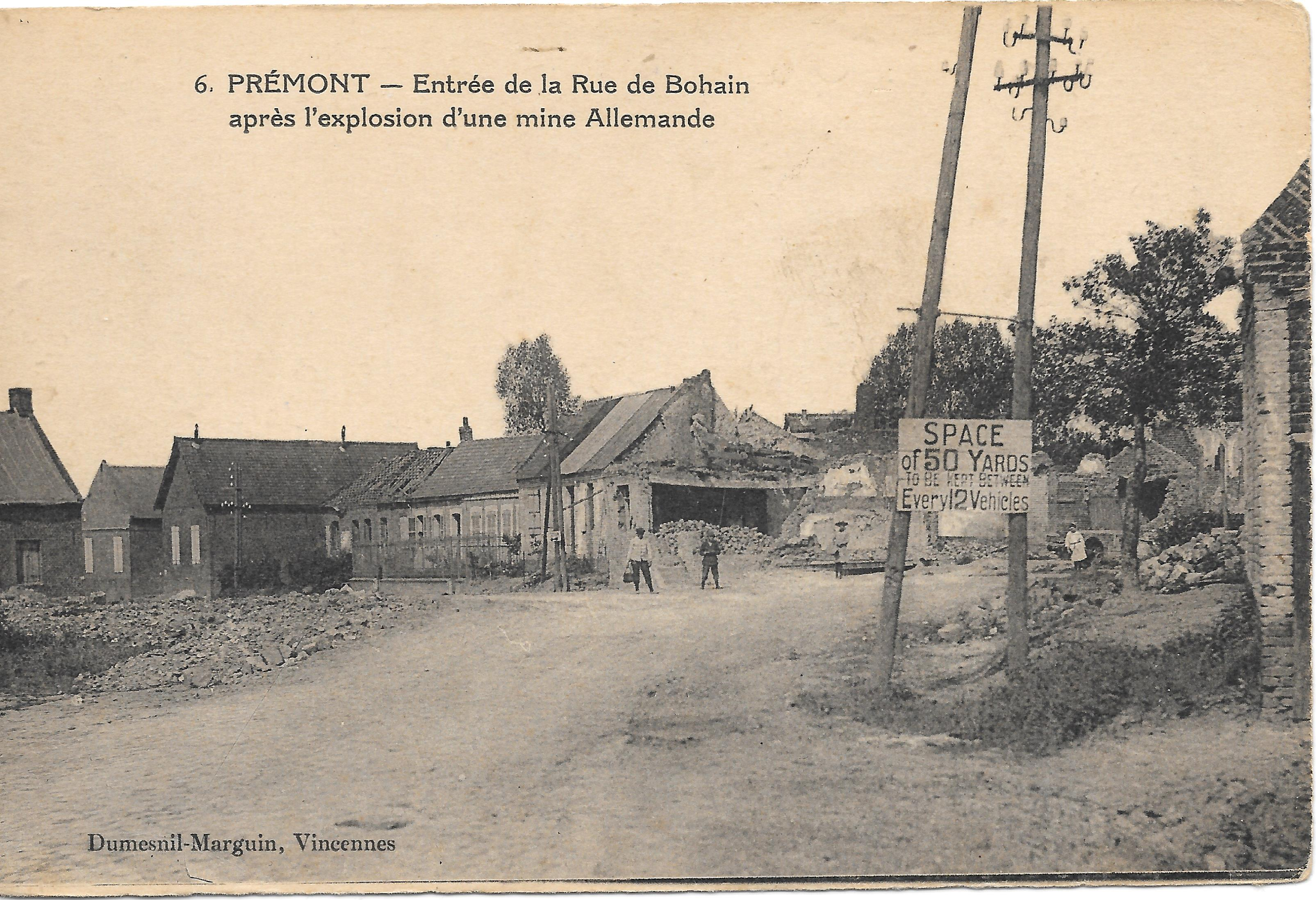
Le village en 1919.

## Politique et administration

### Découpage territorial
La commune de Prémont est membre de la communauté de communes du Pays du Vermandois, un établissement public de coopération intercommunale (EPCI) à fiscalité propre créé le 31 décembre 1993 dont le siège est à Bellicourt. Ce dernier est par ailleurs membre d'autres groupements intercommunaux.
Sur le plan administratif, elle est rattachée à l'arrondissement de Saint-Quentin, au département de l'Aisne et à la région Hauts-de-France. Sur le plan électoral, elle dépend du  canton de Bohain-en-Vermandois pour l'élection des conseillers départementaux, depuis le redécoupage cantonal de 2014 entré en vigueur en 2015, et de la troisième circonscription de l'Aisne  pour les élections législatives, depuis le dernier découpage électoral de 2010.

### Administration municipale
| Période                                  | Période                   | Identité        | Étiquette | Qualité                                                                                |
| ---------------------------------------- | ------------------------- | --------------- | --------- | -------------------------------------------------------------------------------------- |
| Les données manquantes sont à compléter. |                           |                 |           |                                                                                        |
|                                          | 1877                      | Girou           |           |                                                                                        |
| 1879                                     |                           | Mathieu         |           |                                                                                        |
| Les données manquantes sont à compléter. |                           |                 |           |                                                                                        |
|                                          | 1983                      | M. Barreau      |           |                                                                                        |
| 1983                                     | ?                         | Raymond Taine   |           |                                                                                        |
| ?                                        | mars 1995                 | Fulgence Herbin |           |                                                                                        |
| mars 1995                                | En cours (au 25 mai 2020) | Michel Collet   | PS        | Conseiller général puis départemental Député suppléant Réélu pour le mandat 2020-2026, |

## Démographie
L'évolution du nombre d'habitants est connue à travers les recensements de la population effectués dans la commune depuis 1793. Pour les communes de moins de 10 000 habitants, une enquête de recensement portant sur toute la population est réalisée tous les cinq ans, les populations de référence des années intermédiaires étant quant à elles estimées par interpolation ou extrapolation. Pour la commune, le premier recensement exhaustif entrant dans le cadre du nouveau dispositif a été réalisé en 2005.

En 2022, la commune comptait 686 habitants, en évolution de −2,83 % par rapport à 2016 (Aisne : −1,97 %, France hors Mayotte : +2,11 %).
| 1793  | 1800  | 1806  | 1821  | 1831  | 1836  | 1841  | 1846  | 1851  |
| ----- | ----- | ----- | ----- | ----- | ----- | ----- | ----- | ----- |
| 1 400 | 1 271 | 1 143 | 1 367 | 1 632 | 1 704 | 1 706 | 1 708 | 1 772 |

| 1856  | 1861  | 1866  | 1872  | 1876  | 1881  | 1886  | 1891  | 1896  |
| ----- | ----- | ----- | ----- | ----- | ----- | ----- | ----- | ----- |
| 1 718 | 1 888 | 1 832 | 1 860 | 1 850 | 1 763 | 1 650 | 1 524 | 1 505 |

| 1901  | 1906  | 1911  | 1921 | 1926 | 1931 | 1936 | 1946 | 1954 |
| ----- | ----- | ----- | ---- | ---- | ---- | ---- | ---- | ---- |
| 1 460 | 1 427 | 1 312 | 950  | 942  | 931  | 854  | 719  | 796  |

| 1962 | 1968 | 1975 | 1982 | 1990 | 1999 | 2005 | 2006 | 2010 |
| ---- | ---- | ---- | ---- | ---- | ---- | ---- | ---- | ---- |
| 817  | 750  | 707  | 701  | 675  | 714  | 702  | 718  | 757  |

| 2015 | 2020 | 2022 | - | - | - | - | - | - |
| ---- | ---- | ---- | - | - | - | - | - | - |
| 714  | 691  | 686  | - | - | - | - | - | - |

La population de Prémont a subi de grandes variations de 1613 à 1866 :
1613 - 1 350 /
1794 (avant le 17 avril) - 2 100 /
1800 - 1 271 /
1810 - 1 320 /
1821 - 1 591 /
1829 - 1 538 /
1836 - 1 704 /
1848 - 1 708 /
1858 - 1 720 /
1866 - 1 888.

## Culture locale et patrimoine

### Lieux et monuments
- Église Saint-Germain, reconstruite après la guerre 1914-1918.
- Chapelle Notre-Dame-des-Sept-Douleurs.
- Monument aux morts.
- Mémorial de la libération 1918.
- Tour-pigeonnier.
- Ferme de la Maladrerie.
- Le cimetière militaire britannique route de Bohain.

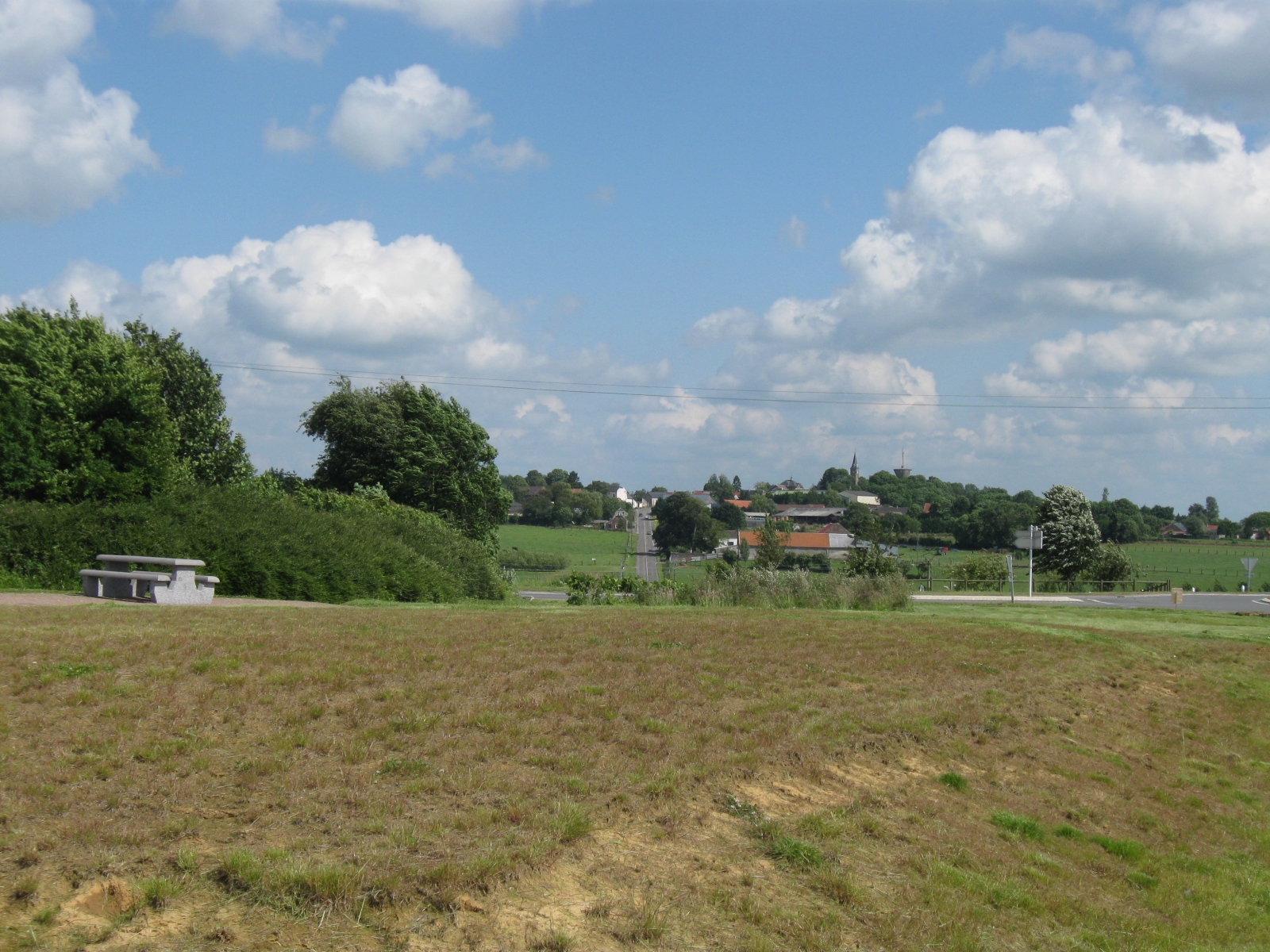
Vue générale.
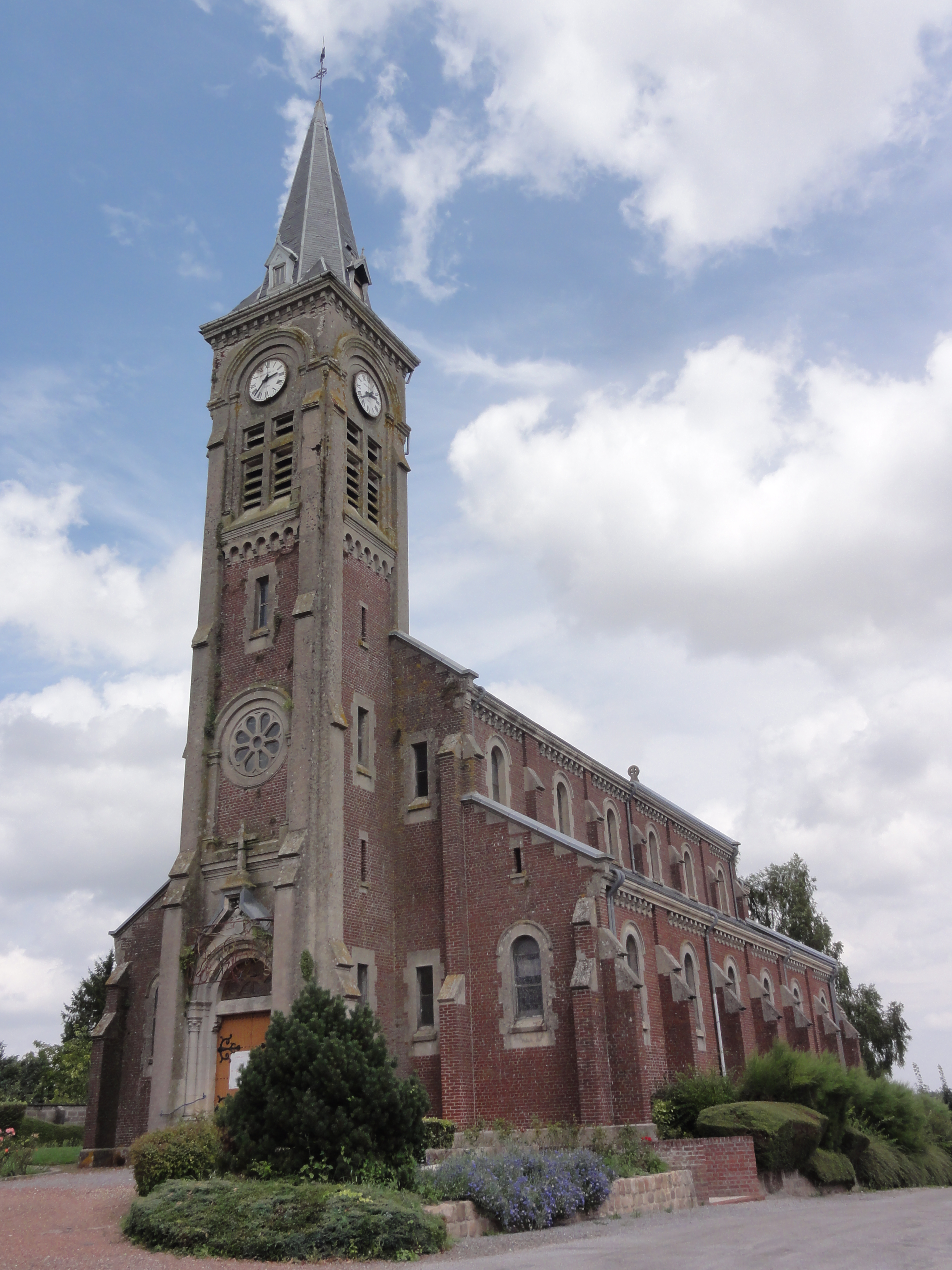
Église Saint-Germain.
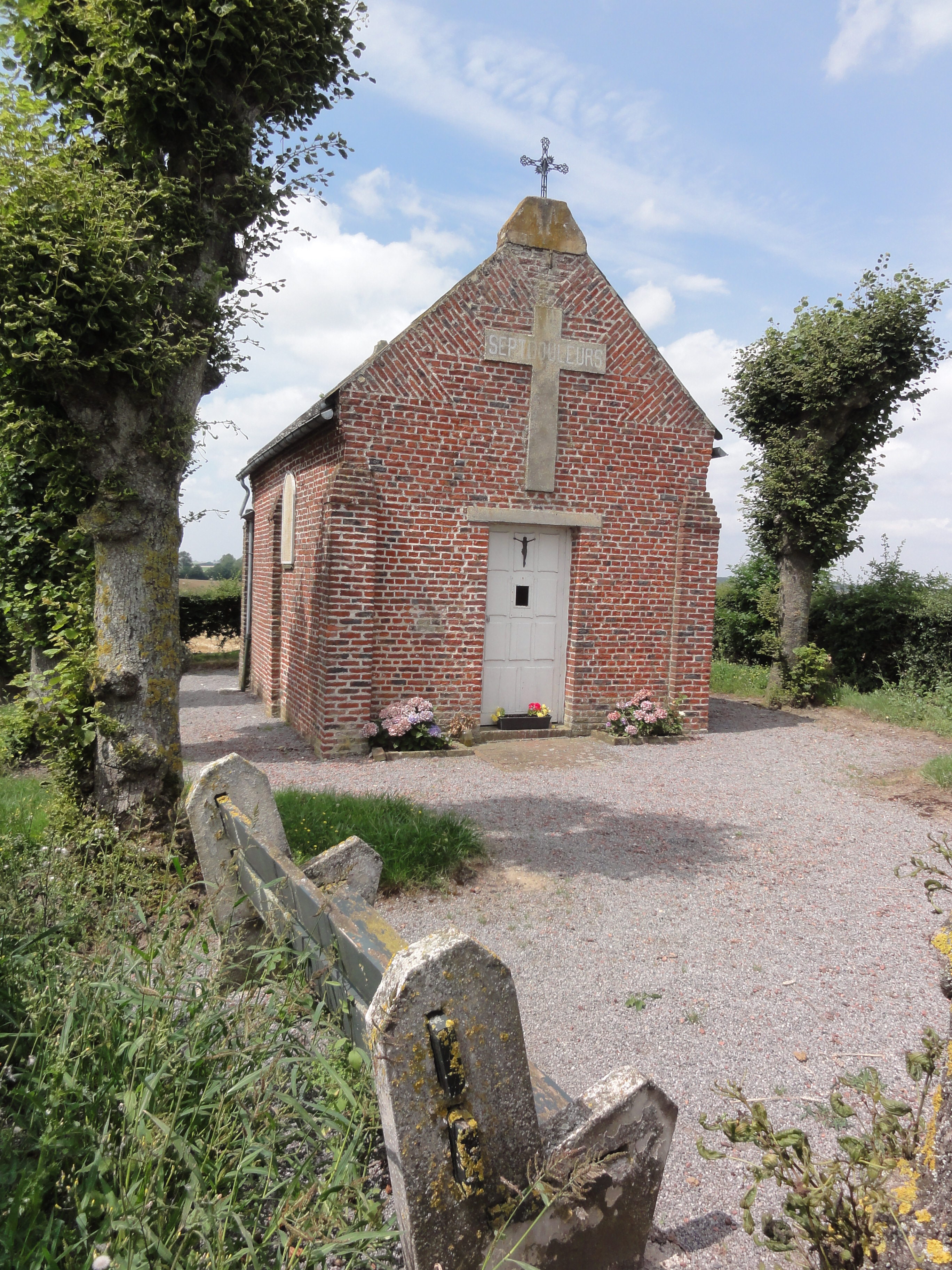
Chapelle Notre-Dame-des-Sept-Douleurs.
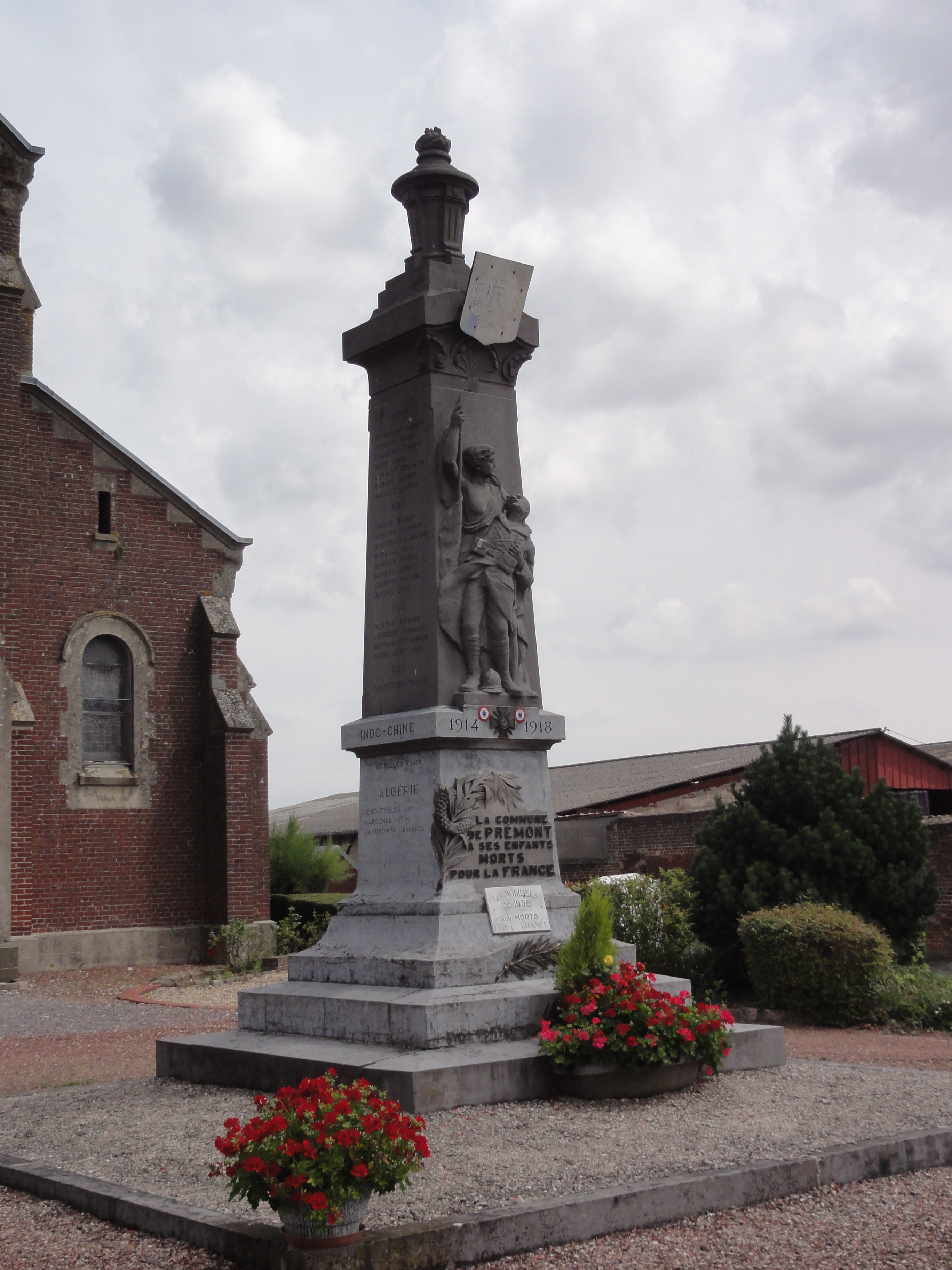
Monument aux morts.
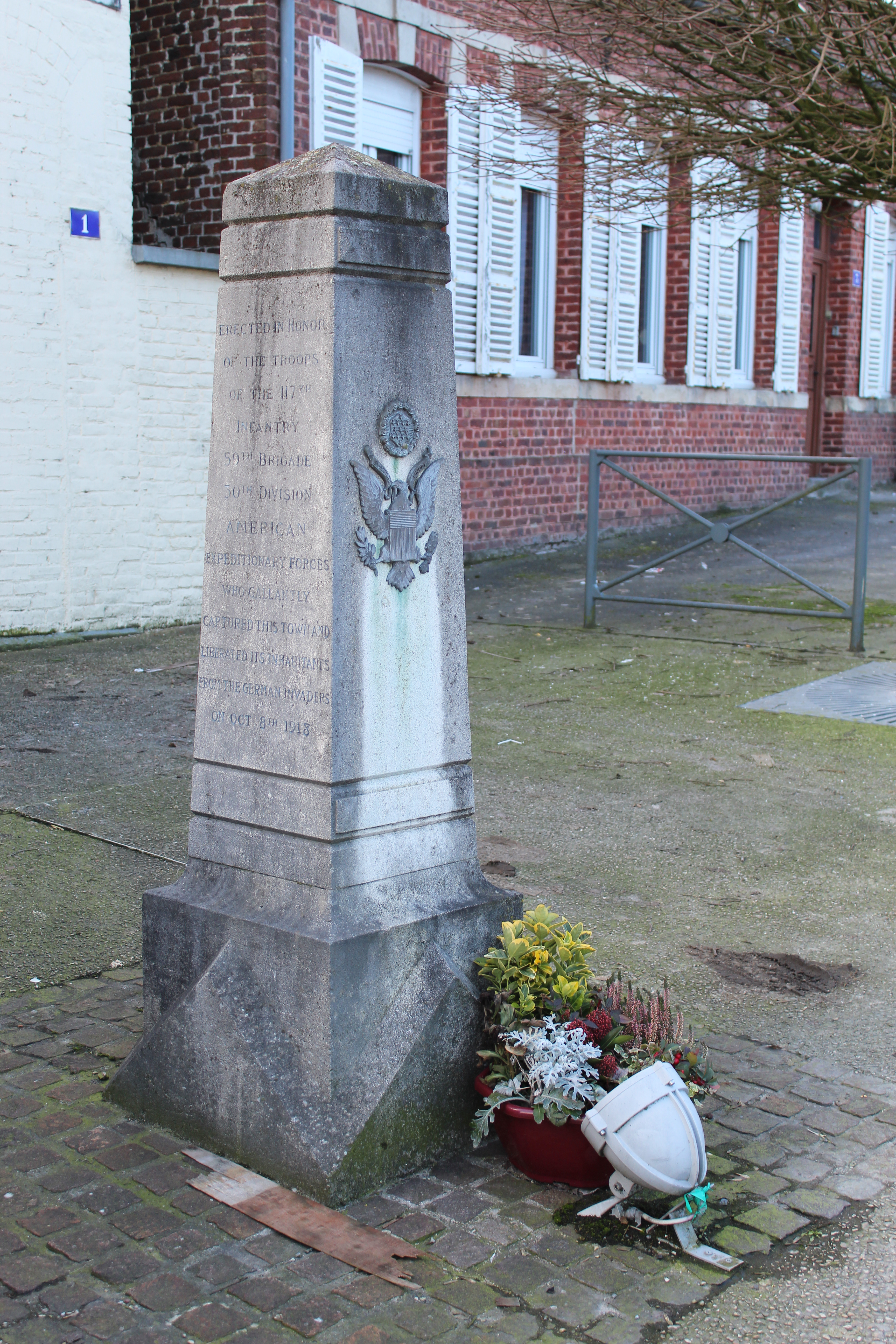
Mémorial de la libération 1918.
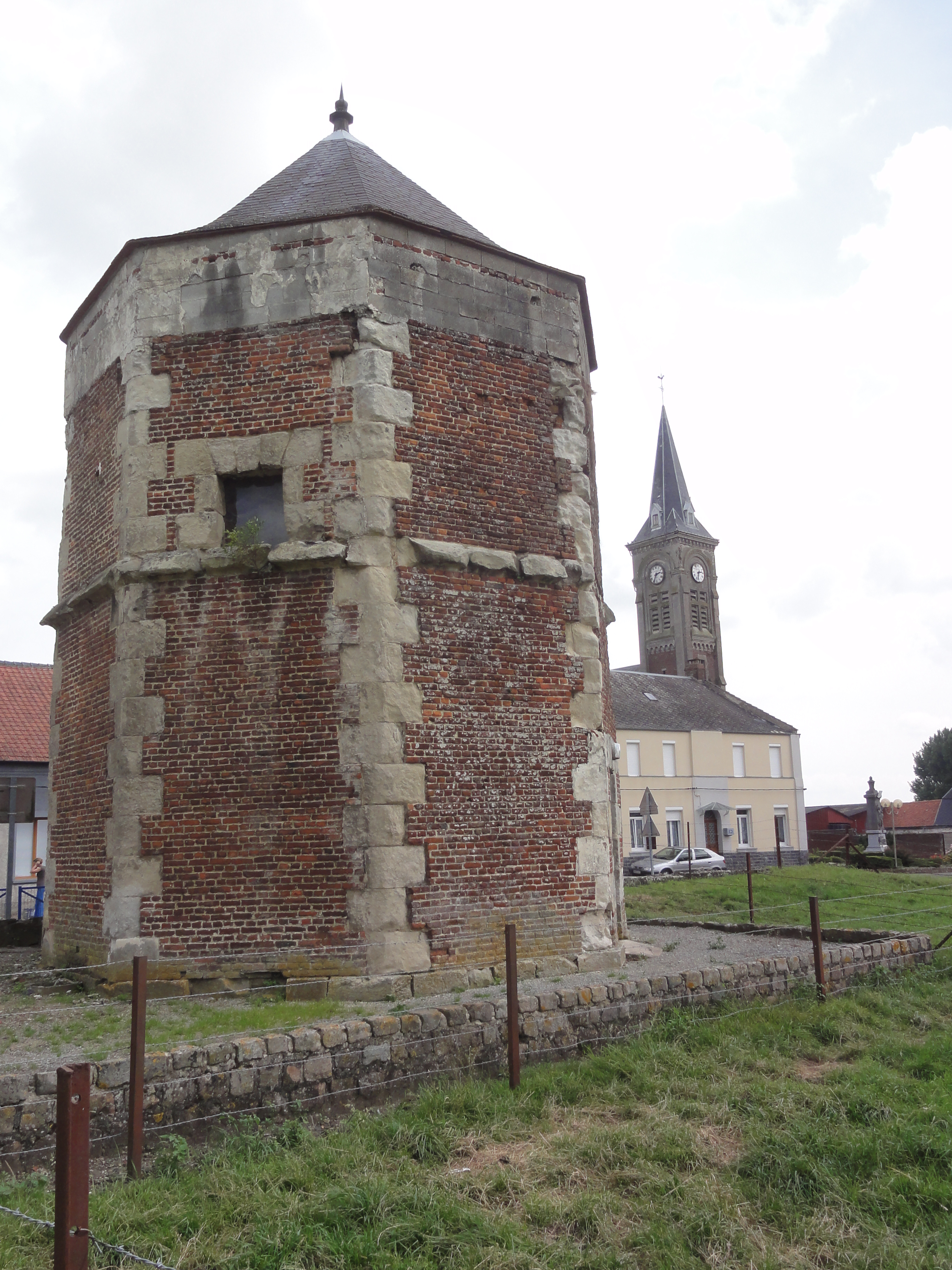
Tour-pigeonnier.
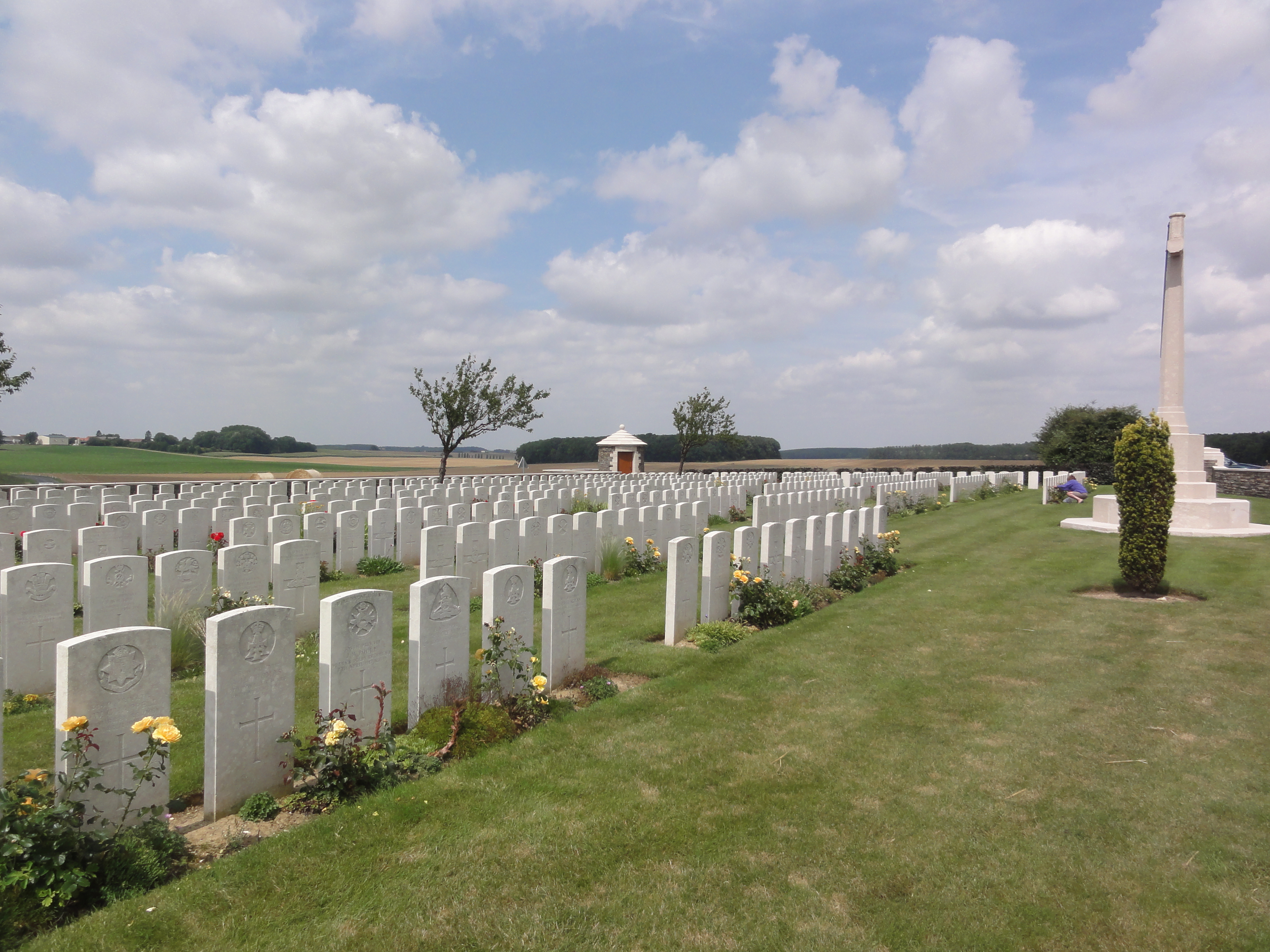
Prémont British Cemetery.

### Personnalités liées à la commune
- Le 17 avril 1794, Jean-Baptiste Bernadotte (futur roi Charles XIV Jean de Suède et Norvège), livra bataille à Prémont contre les Autrichiens à la tête d'une demi-brigade de l'armée du Nord. Une place du village porte son nom, associé en l'espèce à son prénom de roi (place Charles-Bernadotte).

### Héraldique
| Blason de Prémont | Blason  | De gueules à trois chevrons d'argent ; à la bordure du même. |
| Blason de Prémont | Détails | Inspiré des armes de la famille de Prémont qui portait de gueules à trois chevrons d'or, à la bordure d'argent. Le statut officiel du blason reste à déterminer. |